# امیلیا پاردو بازان
امیلیا پاردو بازان (انگلیسی: Emilia Pardo Bazán; ۱۶ سپتامبر ۱۸۵۱ – ۱۲ مهٔ ۱۹۲۱) رمان‌نویس، نویسنده داستان کوتاه، روزنامه‌نگار، منتقد ادبی، شاعر، نمایشنامه نویس، مترجم و پروفسور اهل اسپانیا بود.
وی معروف است که ادبیات طبیعت‌گرایی را وارد ادبیات اسپانیا کرده و به توصیفات دقیقش از واقعیت و معرفی فمینیست‌ها شناخته می‌شود. ایده‌های او دربارهٔ حقوق زنان برای تحصیل، از وی یک شخصیت برجسته فمینیستی ساخته‌است.

## زندگی

Coat of arms of the Countess of Pardo Bazán

امیلیا در یک خانواده ثروتمند در اسپانیا به دنیا آمد. پدر وی به برابری زن و مرد معتقد بودو برای دخترش امکان بهترین تحصیلات را فراهم کرد و او را تشویق به خواندن ادبیات کرد.
امیلیا در سن ۱۶ سالگی ازدواج کرد. یکسال بعد در ۱۸۶۶، وقوع انقلاب باشکوه انگلیس منجر به فروپاشی سلطنت ملکه الیزابت دوم شد و این واقعه باعث شد که امیلیا به سیاست علاقه‌مند شود.
او بر این عقیده بود که فعالانه در کمپین زیرزمینی علیه آمادئوی اول اسپانیا که پادشاه بود، شرکت کند و بعد نیز علیه جمهوری حضور داشته باشد.

## شخصیت ادبی
امیلیا در سال ۱۸۷۶ یک جازه ادبی ارائه شده توسط شهرداری ابیدو را از آن خود کرد.
او همچنین در همان سال اولین کتاب شعر خود را به نام jaime به افتخار پسر نوزادش منتشر کرد. او در سال‌های آخر، مقالات بسیاری نوشت و در موسسات مشهوری سخنرانی کرد. او همچنین وارد مبارزه برای حقوق زنان در آزادی‌های اجتماعی و فکری شد و در حدود سال ۱۸۹۰، کار او بیشتر سمت وسوی نمادگرایی و معنوی پیدا کرد. در سال ۱۹۰۵، یک نمایشنامه تحت عنوان حقیقت منتشر کرد که بیشتر بخاطر جسارتش نسبت به کیفیت دراماتیک آن مشهور بود
وی طی دوره نویسندگی اش بیش از ۶۰۰ اثر منتشر کرده‌است.

## دفاع از حقوق زنان
امیلیا یک حامی و مدافع حقوق زنان بود و آثار ادبی و زندگی خود را به دفاع از زنان اختصاص داد. در تمام آثار او ایده‌های خود را در مورد مدرنیزه کردن جامعه اسپانیایی، نیاز به آموزش زنان و دسترسی زنان به تمام حقوق و فرصت‌هایی که مردان در حال حاضر از آن بهره‌مند هستند را گوشزد کرده بود.
به رغم تبعیض جنسی که در محافل روشنفکری در دوران او در اسپانیا حاکم بود، امیلیا اولین زنی بود که مدیریت بخش ادبیات دانشگاه کمپلوتنسه مادرید را عهده‌دار شد. در سال ۱۹۱۰ عضو شورای آموزشی عمومی شد و در سال ۱۹۲۱ به عضویت سنا درآمد ولی هیچ‌وقت به‌طور رسمی کرسی سناتور را به‌دست نیاورد. او بارها سمت آکادمی سلطنتی اسپانیا را فقط بخاطر اینکه زن بود از دست داد.
در سال ۱۹۲۱ در مادرید درگذشت.